# Zhìxù
Ŏuyì Zhìxù (智旭, Wade Giles: Chih-hsü.; Suzhou, 1599 – 1655) è stato un monaco buddista cinese, Maestro della scuola Tiantai.
Inizialmente confuciano e dispregiatore delle dottrine buddiste, si convertì al Buddismo dopo la lettura delle opere del monaco e studioso buddista  Zhū Hóng (祩宏, 1535-1615) all'epoca attivo propugnatore del Buddismo cinese contro gli attacchi polemici dei missionari cattolici e dei letterati confuciani.
Nel 1638  compose il 梵網經古述記 ( Fànwǎngjīng gǔshùjì, T.D. 1815) un commentario al  Brahmajālasūtra (梵網經 Fànwǎng jīng, giapp. Bonmō kyō, Il Sutra della rete di Brahma; T.D. 1484.24.997a-1010a) e, incerto sulla prospettiva dottrinale a cui conformare l'opera, decise di praticare un rito di divinazione prendendo quattro monete, su cui scrisse rispettivamente i caratteri 唯識 (Wéishì, vedi Buddismo Fǎxiāng), 天台 (Tiāntái), 華嚴 (Huāyán) e 'mia propria' (intendendo così di scegliere una sua personale interpretazione). L'esito della divinazione operata di fronte ad una statua del Buddha Śākyamuni fu favorevole al Tiāntái. Da quel momento Zhìxù decise di conformare i suoi insegnamenti e i suoi scritti alle dottrine espresse da quella scuola.
Zhìxù si ammalò nell'estate del 1655, durante questo periodo compose il Jingtu shiyao (Dieci opere fondamentali sulla Terra pure), un'opera che ineriva alle dottrine della scuola Jìngtǔ (淨土宗, Jìngtǔ zōng). Ripresosi concluse la sua grande opera raccolta in 44 volumi: lo Yuezang zhijin (閱蔵知津, Esaminare il canone al fine di stabilirne la profondità). Dopo essersi di nuovo ammalato e aver redatto ulteriori opere Zhìxù muore nel 1655.
Dopo la sua morte fu insignito del titolo Lingfeng ouyi Daishi zonglun.